# Carmen Sandiego (tv-serie)
Carmen Sandiego er en animeret action-eventyr-tv-serie fra 2019 med lærerige elementer, baseret på mediefranchisen af samme navn skabt af Broderbund. Serien er produceret af Houghton Mifflin Harcourt Productions med WildBrain som produktionsselskabet, og indeholder et "kig på Carmens baggrundshistorie via en serie, der fortælles fra hendes perspektiv". Serien tjener som en oprindelseshistorie for den fiktive tyveskurk af samme navn, og er det fjerde Carmen Sandiego tv-show efter PBS-spilshowene Where in the World is Carmen Sandiego? og Where in time is Carmen Sandiego?, og animationsserien Where on Earth is Carmen Sandiego? fra Fox. Det er også det første Carmen Sandiego-relaterede show siden slutningen af Where on Earth is Carmen Sandiego i 1999.
Serien har hentet mange karakterer fra franchisens 35-årige historie: Carmen Sandiego selv, der debuterede i det originale Where in the World Is Carmen Sandiego videospil; Chief, der tog sin nuværende skikkelse i Where in the World is Carmen Sandiego Game Show; Player, Zack og Ivy, der var med i Earth-tegnefilmserien, Chase Devineaux, der debuterede i Word Detective, og Julia Argent, der var med i Treasures of Knowledge .
Den første sæson blev udgivet den 18. januar 2019 på Netflix. En anden sæson blev udgivet den 1. oktober 2019. En tredje sæson annonceret den 24. april 2020 og blev udgivet den 1. oktober. En fjerde og sidste sæson blev annonceret den 2. oktober 2020 og blev udgivet den 15. januar 2021.

## Handling
En forældreløs pige med kodenavnet Sorte Får blev fundet ved en vejside i Buenos Aires, Argentina omkring 20 år siden og er opdraget og udlært til at blive en mestertyv af en gruppe skurke, der fungerer som kollegiet på V.I.L.E. Akademiet, en tyveskole og en hemmelig kriminel underverdenorganisation, beliggende på øen V.I.L.E.-øen på De Kanariske Øer. Sorte Får betragter øen og kollegiet som sit hjem og sin familie, indtil hun lærer organisationens sande natur at kende. Efter at have set, hvor meget skade V.I.L.E. forvolder, forråder Sorte Får dem, flygter fra øen og tager navnet Carmen Sandiego med sit mål at besejre V.I.L.E. ved at stjæle ting, de allerede har stjålet, returnere dem til deres retmæssige steder og ejere og stoppe deres fremtidige planer fra at blive udført. Carmens venner og team er den hvide-hat hacker Player, der arbejder som recon tech support, og Boston søskende Zack og Ivy, som hjælper hende på stedet og ofte fungerer som distraktioner eller betjener de forskellige flugtbiler. Hun behandler hver enkelt af dem med omhu, og sammen sætter de sig for at modarbejde VILEs kriminelle planer, mens de er på flugt fra det mystiske hemmelige regeringsagentur, ACME, som har rettet sig mod at arrestere VILE og Carmen.
Et gentagende emne er, at både V.I.L.E. og ACME laver fejlagtige antagelser om Carmens tilhørsforhold handlinger og hensigter.
I første sæson er Carmen en moderne Robin Hood, der rejser jorden rundt, for at stjæle tyvekoster fra V.I.L.E. og giver tilbage til sine ofre. Carmen er ledsaget af sin hacker Player og hendes bedste venner Zack og Ivy. Carmen er offentligt opfattet som en mesterkriminel af de fleste myndigheder på grund af omfanget og arbejdsmetoderne af hendes kup.
I anden sæson søger Carmen svar om sin fortid, mens VILE forsøger at forhindre deres økonomi i at styrte ned. Ledelsen forsøger at finde et nyt femte medlem, efter at Shadowsan slutter sig til Carmen. Takket være Julias opfordring, indgår Carmen og Chefen en løs alliance for at nedkæmpe VILE.
I sæson tre har Carmen holdt lav profil i flere måneder og ledt efter spor til sin mors identitet. Julia forlader ACME, efter at Chefen er blevet blændet af mistillid til Carmen for at have stjålet oplysninger om sin far fra dem, til at se, at hun ikke stjæler fra nogen. V.I.L.E. etablerer base i Skotland og sender nye agenter efter Carmen, som er specielt trænet til at fange hende.
I fjerde sæson, efter adskillige mislykkede forsøg på at gøre krav på guld, herunder de forsvundne skjulte skatte stjålet af de tidligere generationer af organisationen, er V.I.L.E. blevet presset til dets grænser, og de begynder at bruge robot-agenter. De fanger og hjernevasker til sidst Carmen, som derefter hurtigt genopbygger deres midler og vinder ledelsens gunst. Men Graham hjælper ACME med at bringe den rigtige Carmen tilbage, mens han forråder V.I.L.E.. Carmen finder og møder sin mor til sidst. Shadowsan trækker sig tilbage, mens Zack og Ivy bliver ansat hos A.C.M.E. i kriminalitetsbekæmpelse. Efter V.I.L.E.'s fald jager A.C.M.E. dets tilbageværende medlemmer med lejlighedsvis hjælp fra Carmen.

## Karakterer

### Hovedpersoner
- Carmen Sandiego / "Sorte Får" (stemme af Gina Rodriguez ) – Den selvbenævnte hovedperson og heltinde, der agter at opløse VILE og donere deres stjålne vare til humanitære formål (provenuet går gennem Carmens velgørenhedsorganisation Sorte Får Koporationen, som en hån mod VILE); denne Carmen er bemærkelsesværdig anderledes end tidligere inkarnationer, som var ledere af VILE og dametyve. Historien, hun kendte, var, at hun blev fundet som spædbarn i en vejside i Buenos Aires, Argentina for 20 år siden. I en ung alder plejede hun at være elev på VILE Academy, indtil hun rejste, da hun ikke ønskede at tage livet af nogen, der kommer i vejen for hende efter at have stuvet væk på en mission og set, hvad der virkelig foregår i VILE. hendes navn fra mærkenavnet i hatten, hun brugte i sin flugtudklædning (som hun stjal fra VILE revisor; Cookie Booker). Hun får også tilnavnet "Carm" af Zack & Ivy og "Red" af Player. I slutningen af anden sæson får Carmen kendskab til sin sande arv som datter af det tidligere VILE-fakultetsmedlem Dexter Wolfe, som blev dræbt af den mystiske chef for ACME under et bagholdsangreb fra Interpol og mordforsøg fra VILE, og at hendes mor muligvis stadig være i live, hvilket gør det til hendes nye sekundære mål at finde sin mor. Sandiegos teams hovedkvarter er beliggende i en forladt Carmen Brand Outerware lagerbygning i San Diego.
- Player (stemme af Finn Wolfhard ) – En white-hat fra Niagara Falls, Ontario, som hjælper Carmen med at planlægge sine kup, giver hende oplysninger om de steder, hun besøger, og holder hende opdateret om de lokale myndigheder, VILE-aktiviteter eller andre muligheder, hun måtte have savnet. Player er inspireret af live-action-personen af samme navn fra Where on Earth Is Carmen Sandiego?, som er en reference til folk, der spiller Carmen Sandiego videospillene - denne version har dog mødt Carmen fysisk, efter at have mødt hende personligt for første gang i sæson 4. Han er Carmens bedste ven, og som hun har et tæt forhold til og har været i kontakt med hende siden hendes skoletid på øen. Han holder af Carmen som en ven og hjælper Shadowsan med at afsløre chefens identitet. I sæson 4 afsløres hans efternavn Bouchard.
- Zack (stemme af Michael Hawley) og Ivy (stemme af Abby Trott ) - er søskende fra South Boston som hjælper Carmen, efter at de mødtes under et tyveri i en Donut-butik, som var en V.I.L.E. front; de er inspireret af ACME-detektiverne af samme navn fra Where on Earth Is Carmen Sandiego?, med stemmer af henholdsvis Scott Menville og Jennifer Hale . Ivy, den ældste af de to, hjælper ofte Carmen, enten gennem forklædninger eller sine ingeniørfærdigheder; hun er også meget mere belæst end Zack, som plejer at lave fejl om deres opdagelser og er mindre erfaren med at gå undercover (fordi han næsten afslørede sig selv, da han narrede Grevinde Cleo), og derfor fungerer han oftere som Carmens flugtchauffører.
- Shadowsan / Suhara (stemme af Paul Nakauchi; hovedperson - sæson 2) - En japansk mestertyv, dygtig sværdkæmper, snigmorder og et tidligere medlem af VILE-fakultetet, der underviser i list og tyveri i det skjulte. Han gav en test, hvor eleverne skulle finde og stjæle en dollar fra hans frakke, da Carmen stadig gik i skole, og tømte sin frakke så hun ikke kunne finde dollaren, hvilket skabte at Carmens behov om at overgå Tigerinden. I sæson 1-finalen afslørede Shadowsan, at han virkelig var på Carmens side hele hendes liv, og at det var ham, der fandt hende i Argentina, da hun var baby. Han tømte sin frakke for at beskytte hende mod at slutte sig til V.I.L.E.. Han er også et hemmeligt medlem af Carmens team, hvilket giver hende en ny harddisk på V.I.L.E.'s økonomiske data i slutningen af sæsonen. I sæson 2 afsløres hans forræderi, og han bliver V.I.L.E.'s fjende, mens han hjælper Carmen med at forhindre deres planer. I "Daisho-affæren" afsløres hans rigtige navn for at være Suhara, efter at have stjålet hans katana fra sin bror årtier tidligere og fortrød det liv, han valgte. I sæson 2-finalen afslører han for Carmen, at han blev sendt for at dræbe hendes far Dexter Wolfe, aka. Ulven, et medlem af V.I.L.E.-kollegium, men var vidne til hans død af Tamara Fraser, som derefter blev chef for ACME. Han deltager i Carmens søgen efter at finde sin mor, som gik i skjul lige før Wolfes død. Selvom han ikke har sagt det, ser Shadowsan Carmens team som familie. I den animerede serie fra 1994 var Suhara navnet på en stor japansk detektiv, der vejledte Carmen, da hun var A.C.M.E.-agent.

### A.C.M.E.
A.C.M.E. (forkortelse for Agenturet Klassificeret til Monitorering og Efterforskning) eller ACME er en hemmelige efterforskningstjeneste, der ofte bekæmper V.I.L.E. og seriens antihelte. I denne iteration agter de at finde beviser, der fører til opløsningen af den kriminelle organisation ved at finde og fange Carmen og hendes hold for at få efterretninger om V.I.L.E.. Deres primære operationscenter er beliggende i nærheden af Space Needle, Seattle.
- Chefen / Tamara Fraser (stemme af Dawnn Lewis ) – er A.C.M.E's chef og overvåger hele organisationen. Hun er inspireret af The Chief fra PBS-gameshowene, spillet af Lynne Thigpen. Hun har kun optrådt via hologram i det meste af serien, men mener, at Carmen kan være et led i at hjælpe ACME med at bevise V.I.L.E.s eksistens og undergang. I slutningen af sæson 2 afsløres det, at hendes navn er Tamara Fraser, og at hun var den der dræbte Carmens far, Dexter Wolfe, den nat Shadowsan tog Carmen med sig. Chefen har også været besat i hendes jagt på at finde beviser på V.I.L.E.'s eksistens lige siden hun dræbte Wolfe, af endnu ukendte motiver.
- Chase Devineaux (stemme af Rafael Petardi ) – En fransk Interpol kommissær blev A.C.M.E.-rekrut; han er inspireret af A.C.M.E.-agenten af samme navn fra Carmen Sandiego Word Detective . Han, sammen med Julia en af de eneste to agenter, der kommer tæt nok på til at se Carmens ansigt. Han er uduelig, arrogant, pompøs og overvurderer konstant sine egne evner. I slutningen af den første sæson bliver Chase sat i mental belastning forårsaget af en maskine, Brunt og Shadowsan brugte til at tvinge ham til at svare på deres spørgsmål. I sæson 2, efter han at vågner op fra sin koma, giver han A.C.M.E. et spor, men bliver afskediget og sendt tilbage til Interpol med et skrivebordsjob, men bliver fyret for at være fraværende fra arbejde i jagten på Carmen og finder først V.I.L.E-øen efter det var ødelagt. Ved sæson 2-finalen genansætter A.C.M.E. ham, efter at Carmen stjæler fra deres databanker og de får til sidst en højere mening om ham efter hans succes med at forhindre 'Carmen' i at stjæle uvurderlige masker. I slutningen af sæson 3 indså Chase, at Julia havde ret med hensyn til Carmen; han beslutter sig for at hjælpe hende med at stoppe VILE på en subtil måde.
- Julia Argent (stemme af Charlet Chung ) – En Interpol-agent blev AC.M.E.-rekrutt, Chases partner og modsætning: hun laver normalt logistikarbejde og faktasøgningen, som Chase ellers ville overse eller ignorere. Hun er mere klog, kompetent og indsigtsfuld; og er den mest åbne over for at tro, at Carmen i stedet stjæler fra andre tyve. Hun er inspireret af A.C.M.E.-detektiven af samme navn fra Where in the World Is Carmen Sandiego? Treasures of Knowledge. I sæson 2 forsøger Julia aktivt at rekruttere Carmen som A.C.M.E.-agent på trods af at hun er blevet sat af af chefen til at anholde Carmen for at få oplysninger om V.I.L.E.. Hun er sammen med Chase Devineaux en af de eneste to betjente, der kommer tæt nok på til at se Carmens ansigt. Hun er også den eneste ACME-agent, der synligt beholder sit job i hele begge sæsoner indtil sæson 3, hvor hun stoppede på grund af Chefens fejlagtige antagelser med Carmen.
- Zari (stemme af Sharon Muthu; main – sæson 2) – En forfølger af Carmen Sandiego, som bliver Argents partner i sæson 2. Selvom hun er fokuseret og effektiv, viser det sig, at hendes loyalitet ligger hos chefen og ikke hendes partner, som det sås i Stockholmsyndromaffæren, da hendes hold sværmede Carmen, som var i samtale med Argent for at sikre hendes loyalitet, Hun bliver senere partner med Devineaux i sæson 3.

### V.I.L.E.
V.I.L.E. (forkortelse for Væmmelige Internationale Lovløse Elementer) eller VILE er en skyggefuld international kriminel organisation af tyve og seriens hovedskurker. Dens dæknavn er Værdifuld Import, Luksuriøs Eksport. De har hovedsæde på VILE-øen nær De Kanariske Øer og bruger akademiet der til at træne deres nye rekrutter i et etårigt semester. I slutningen af sæson 2 blev VILE-øen ødelagt, efter V.I.L.E.-fakultetet frygtede, at A.C.M.E. havde fundet deres placering. V.I.L.E. blev derefter forsat til en borg i de Ydre Hebrider, Skotland i sæson 3.

#### Kollegiet
Kollegiet, eller Ledelsen er et råd bestående af fem bagmænd og er lederne af V.I.L.E., instruktørerne af V.I.L.E. Akademiet og er hovedskurkene i serien, som Carmen betragtede som den eneste familie, hun kendte, før hun forrådte dem. De har hver lige meget autoritet og træffer beslutninger med et flertal; derfor forsøger de at sikre, at et ulige tal altid er til stede.
- Professor Gunnar Maelstrom (stemme af Liam O'Brien ) – En svensk-norsk psykiater og lærer i psykologisk manipulation. I modsætning til sin modstykke i 1994-serien er han en del af V.I.L.E. selv, og fungerer ofte som leder, mægler og den førende talsmand for kollegiet som en gruppe.
- Træner Brunt (stemme af Mary Elizabeth McGlynn ) - En texansk træner og lærer i kamp og fysisk træning. Hun var Carmens yndlingslærer, og de var nære sammen. Carmen troede altid, at træner Brunt var den, der fandt hende, så de to havde et godt forhold. Brunt var ligesom de andre kollegiemedlemmer oprørt over Carmens forræderi. Det ser dog ud til, at Carmen stadig har et blødt punkt for Brunt, på trods af hendes sande motiver. Brunt tager ethvert forræderi mod V.I.L.E. personligt, da hun ser dem som familie. Hun har grønt hår, et muligt nik til Eartha Brute fra World-gameshowet.
- Grevinde Cleo (stemme af Toks Olagundoye ) – En ægyptisk velhavende debutant og lærer i kultur, klasse og forfalskning, muligvis en reference til Contessa, en tilbagevendende skurk fra World gameshow. Hun bekymrer sig ikke så meget om Carmen, og hun forsøger altid at bruge sine etikettetimer på at slippe af med Carmens oprørske opførsel. Hendes forbrydelser handler om at skaffe kunst og mode, som hun beholder i korte perioder, før hun sælger dem ud.
- Dr. Saira Bellum (stemme af Sharon Muthu) – En indisk gal videnskabskvinde og V.I.L.E.'s mesteropfinder; lærer i teknologi og naturvidenskab, og ligesom hendes modstykke i animationsserien fra 1994, er den vigtigste teknologiske ekspert, ansvarlig for at skabe alle de mange gadgets og værktøjer, VILE bruger i deres røverier og planer. Hun har vist sig at være lidt mere fornuftig end sine kollegiumfæller, selvom hun stadig er villig til at ødelægge madforsyningen i Indonesien bare for at shill ind på et marked for et kunstigt kommercielt mærke; hun har også svært ved at forstå metaforer. Hun har en tendens til at multitaske selv under rådsmøder og fokuserer på adskillige informationsskærme, hvilket irriterer Maelstrom. Det er vist ved flere lejligheder, at hun er en katteelsker.
- Rundbarber / Nigel Braithwaite (stemme af Trevor Devall ) - En senior V.I.L.E.-agent og britisk MI6-dobbeltagent, der afløser som Shadowsans plads i V.I.L.E.-kollegiet i slutningen af sæson 2. Han udnytter sin indflydelse i den britiske efterretningstjeneste til at give V.I.L.E. støtte i forhold til enhver retshåndhævelse, der kan være tæt på at afdække deres operationer, samt aflede opmærksomheden væk med ordentlige midler til at aflede. I slutningen af sæson 3 vises det, at han er en talentfuld fægter og blev afsløret for resten af verdens øjne som en kriminel for at stjæle kronjuvelerne takket være Player ved at uploade en video af ham, der stjæler dem. Han blev anholdt, men rengøringsfolkene reddede ham. I sæson 4 får han dog en ny chance sammen med Neal, men fejlede i "Guldaffæren i Beijing" og blev smidt i fangehullet resten af sæsonen, mens Neal flygtede, og i slutningen af sæson 4 var han arresteret sammen med resten af fakultetet.

### Danske stemmer
| Skuespiller                | Rolle(r)                                                               |
| -------------------------- | ---------------------------------------------------------------------- |
| Helene Wolhardt Moe        | Carmen Sandiego / "Sorte Får"                                          |
| Theo B. Koefoed            | Player                                                                 |
| Daniel Vognstrup Jørgensen | Zack                                                                   |
| Thea Iven Ulstrup          | Ivy, Paperstar                                                         |
| Peter Røschke              | Shadowsan / Suhara, Sterling Sterling                                  |
| Peter Zhelder              | Chase Devineaux                                                        |
| Maja Iven Ulstrup          | Carmen Sandiego (som ung), Julia Argent (sæson 1)                      |
| Trine Lizette Glud         | Carmen Sandiego (som lille) Julie Argent (Sæson 2), Tigerinde / Sheena |
| Benjamin Kitter            | Professor Gunnar Maelstrom                                             |
| Maria Carmen Lindgaard     | Træner Brunt, Grevinde Cleo, Dr. Saira Bellum                          |
| Jesper Hagelskær Paasch    | Trey Sterling, Rundbarber / Nigel Braithwaite                          |

## Dansk version
- Studie: BTI Studios

## Afsnit

### Serieoversigt
| Sæson | Sæson   | Afsnit  | Oprindelig udgivelsesdato |
| ----- | ------- | ------- | ------------------------- |
|       | 1       | 9       | 18. januar, 2019          |
|       | 2       | 10      | 1. oktober, 2019          |
|       | Special | Special | 10. marts, 2020           |
|       | 3       | 5       | 1. oktober, 2020          |
|       | 4       | 8       | 15. januar, 2021          |

### Sæson 1 (2019)
| Nr. i serie | Nr i sæson | Titel                                                                      | Instruktør   | Forfatter     | Oprindelig udgivelsesdato |
| --- | ---------- | -------------------------------------------------------------------------- | ------------ | ------------- | ------------------------- |
| 1 | 1          | "Becoming Carmen Sandiego: Part I" "Carmen Sandiegos tilblivelse – del 1"  | Jos Humphrey | Duane Capizzi | 18. januar 2019           |
| I nuet, røver Carmen Sandiego en residens i Poiters, Frankrig tilhørende V.I.L.E. Akademi lærer Grevinde Cleo, og bliver forfulgt af den Franske Interpol kommissær Chase Devineaux og hans juniorpartner Agent Julia Argent. Carmen bliver trængt op i en krog af V.I.L.E. agenten "Gray", et kælenavn af Carmen og hans kodenavn "Crackle" på et tog, fordi at hun var klar over, at genstanden hun stjålte, havde en sporingsenhed. I fortiden var Carmen Sandiego en fræk og uartig med kodenavnet "Sorte Får" af hendes yndlingsmentor Træner Brunt. Sorte Får voksede op på den fjerntliggende V.I.L.E.-ø som er en hemmelig skole for tyve, men hun længes efter at få muligheden for at se hele verden. Efter at have stjålet en mobiltelefon fra V.I.L.E.'s bogholder får Sorte Får kontakt med en white-hat hacker som kalder sig "Player", som har hacket sig ind i skolens netværk af nysgerrighed for at oplyse folkene der, om at forstærke sikkerheden, og Sorte Får og Player får begge et hemmeligt venskab. Til sidst, beslutter Sorte Får at blive optaget i V.I.L.E. Akademiet som V.I.L.E.'s kollegium stemmer for, og hun bliver den yngste elev. Under hendes uddannelse og skoleår får hun hurtigt venner og fjender. Da Sorte Får ikke består sin afgangseksamen hos Instruktør Shadowsan |            |                                                                            |              |               |                           |
| 2 | 2          | "Becoming Carmen Sandiego: Part II" "Carmen Sandiegos tilblivelse – del 2" | Jos Humphrey | Duane Capizzi | 18. januar 2019           |
| Da Sorte Får ser hendes klassekammerater tage afsted på deres første mission, ruinere Sorte Får kuppet efter de lander ved en arkæologisk udgravning. Her møder hun en udgraver og får en værdsættelse for historie og kultur, men stedet bliver snart angrebet af V.I.L.E.-agenter. Hun redder udgraveren fra missionlederen Gray, men hun bliver fanget og bragt hjem til V.I.L.E.-øen. Nu hvor Sorte Får kender V.I.L.E.'s sande væsen, lægger hun en plan: at flygte fra øen og stjæle fra V.I.L.E. for at opløse organisationen. Da hun får fat i hendes mobiltelefon igen, ringer hun til Player og beder om hans færdigheder til at hjælpe hende med at kæmpe for det gode. Hun formår at flygte, og stjæler en harddisk indeholdende V.I.L.E.'s indkomst. Efter at have forladt øen, bruger hun nu navnet Carmen Sandiego. I nuet, afslutter Carmen hendes historie overfor Crackle og besejre ham og efterlader ham til Chase Devineaux som forsøgte at fange hende. Devineaux bliver ringet op af Argent, som fortæller, at den stjålne sten fra udgravningen i Morocco er i residensen – Carmen havde efterladt den, så myndighederne kunne finde den, og i stedet taget en Matrjosjka dukke hun havde efterladt på øen og som Crackle brugte som sin madding. Carmen flygter gennem Paris' kanaler, og bliver forfulgt af en mandlig agent og en kvindelig agent som rapporterer til "Chefen" at de har fundet Carmen Sandiego. |            |                                                                            |              |               |                           |
| 3 | 3          | "The Sticky Rice Caper" "Klisterrisaffæren"                                | Kenny Park   | May Chan      | 18. januar 2019           |
| Carmen Sandiego og hendes forbryder-partnere og tvillingerne fra Boston, Zack og Ivy undslipper de to mystiske agenter på River Seine, Paris. Player navigerer dem til Indonesien hvor V.I.L.E. har udviklet en svamp, en superspore til at ødelægge landets rismarker, så V.I.L.E. så kan sælge deres minutriserstatning. I mellemtiden, inden Devineaux og Argent kan afhøre Crackle, samler Rengørerne ham op og bringer ham tilbage til V.I.L.E.-øen hvor hans hukommelse bliver slettet for beviser for at han har været der. V.I.L.E. beordrer også "Tigerinden", Carmens klasserival fra skolen til at stoppe hende. Carmen sporer Tigerinden til en skyggeteater-festival, hvor V.I.L.E. vil udløse svampen i fyrværkeriraketter Carmen kæmper mod hende, mens Zack og Ivy får udskiftet de dårlige fyrværkeriraketter fulde af supersporene med de rigtige under kampen. Senere ødelægger de svampen efter festivalens fejring. På V.I.L.E.-øen bliver Crackles hukommelse slettet af Dr. Saira Bellum og Professor Gunnar Maelstrom |            |                                                                            |              |               |                           |
| 4 | 4          | "The Fishy Doubloon Caper" "Dublonjagt-affæren"                            | Jos Humphrey | Becky Tinker  | 18. januar 2019           |
| Mens Carmen udforsker et skibsvrag ud Ecuadors kyst, falder hun over en skjult skat i form af en guldmønt, men hun kæmper så mod hendes gamle klassekammerater El Topo under vandet, mens Zack og Ivy konfronterer Le Chevre. Jagten fortsætter til fastlandet, da en tun sluger mønten, som så bliver fanget af fiskere og sat til salg på en fiskeauktion. Carmen møder den lokale arkæolog, Dr. Pilar Marquez (spillet af Carla Tassara) som fortæller hende, om Ecuadorianske guldmønters historiske værdi tilbage i det 19. århundrede, hvilket får Carmen til at finde og returnere den til Pilar. Chevre og Topo formoder også, at Carmen er ude efter mønten, da den har enorm værdi. Da Carmen kommer til et fiskemarked, besvimer hun af højdesyge, men Pilar finder hende og hjælper hende. Efter Zack og Ivy finder den rigtige fisk ved auktionen, gør en kamp med Topo og Chevre at Carmen kan tage mønten uden at de ved det. Carmen giver mønten til Pilar, og de byder hinanden farvel som venner, da Carmen må forhindre endnu et V.I.L.E. mål i Rijksmuseum. I mellemtiden bliver Devineaux kidnappet af de to mystiske agenter som præsenterer ham til Chefen som er leder af A.C.M.E, en efterforskningsenhed som er fast besluttet på at bevise, at V.I.L.E. findes. |            |                                                                            |              |               |                           |
| 5 | 5          | "Duke of Vermeer Caper" "Hertugen af Vermeer-affæren"                      | Kenny Park   | Greg Ernstorm | 18. januar 2019           |
| I Amsterdam, går Carmen undercover for at stoppe Grevinde Cleo, som er ved at udskifte malerier med forfalskninger for at sælge dem til højstbydende. Carmen stjæler det sidste Vermeer maleri på listen for at oprette et møde. Men da de venter på kontaktpersonen, lukker Zack ved et uheld døren op for Dash Haber, Cleos assistent. Da Zack hævder, at han er en hertug, accepterer han en invitation til et middagsselskab og en auktion på Cleos slot i de Schweiziske Alper. Gruppen får 24 timer til at redde missionen. Imens leder Devineaux og Argent efter "Hertuginden", som de ikke ved er Carmens undercover-navn. Zack mødes med Cleo og distraherer hende, mens Carmen og Ivy stjæler malerierne. Mens desserten gøres klar, serverer Cleo kaviar. Inden middagen fortsætter, ankommer Devineaux, som fortæller dem at Carmen Sandiego er et sted i slottet. Cleo aflyser festen og opdager, at malerierne er væk. Devineaux finder "Carmen", men det viser sig at være Ivy som er i forklædning som turist, mens Zack og Carmen flygter med malerierne. Næste dag opdager A.C.M.E., at slottet er ødelagt og at Vermeer malerierne er tilbage på museerne. Ved operahuset i Sydney, stiger Graham af en bus. |            |                                                                            |              |               |                           |
| 6 | 6          | "The Opera in the Outback Caper" "Bush-opera-affæren"                      | Jos Humphrey | Becky Tinker  | 18. januar 2019           |
| I operahuset i Sydney, Australien, finder Carmen Crackle, som ikke kan genkende hende og hedder igen Graham. Carmen finder senere og kæmper mod Le Chevre, som udsender en lavfrekvens lydbølge genererende enhed ved forestillingen og dens tilskuere og Carmen går. Player analyserer Carmens radio og finder en hypnotisk subliminal besked af Dr. Bellum, som er rettet mod Jeanine Dennam, HelioGem raketforsker som var i blandt tilskuerne. Udenfor, efter operaen, taler Graham med Carmen, som bad om ham hjælp med at finde en bush guide, og spørger Carmen om en date. Da de når bushen, kører Carmen og gruppen rundt i Uluru, da HelioGem basen ligger i nærheden. Player og Carmen konkluderer, at V.I.L.E.'s plan er at sende en defekt "Boomerang" raket |            |                                                                            |              |               |                           |
| 7 | 7          | "The Chasing Paper Caper" "Origami-affæren"                                | Kenny Park   | Greg Ernstorm | 18. januar 2019           |
| 8 | 8          | "The Lucky Cat Caper" "Lykkekat-affæren"                                   | Kenny Park   | Greg Ernstorm | 18. januar 2019           |
| 9 | 9          | "The French Connection Caper" "Den franske forbindelse-affære"             | Kenny Park   | Greg Ernstorm | 18. januar 2019           |

### Sæson 2 (2019)
| Nr. i serie | Nr. i sæson | Titel                                                                     | Instruktør             | Forfatter         | Oprindelig udgivelsesdato |
| ----------- | ----------- | ------------------------------------------------------------------------- | ---------------------- | ----------------- | ------------------------- |
| 10          | 1           | "The Hot Rocks of Rio Caper, Part 1" "Affæren om Rios varme sten – del 1" | Jos Humphrey           | Becky Tinker      | 1. oktober 2019           |
| 11          | 2           | "The Hot Rocks of Rio Caper, Part 2" "Affæren om Rios varme sten – del 2" | Kenny Park             | Greg Ernstorm     | 1. oktober 2019           |
| 12          | 3           | "The Daisho Caper" "Daisho-affæren"                                       | Kenny Park             | Greg Ernstorm     | 1. oktober 2019           |
| 13          | 4           | "The Fashionista Caper" "Fashionista-affæren"                             | Jos Humphrey           | Becky Tinker      | 1. oktober 2019           |
| 14          | 5           | "The Boston Tea Party Caper" "Affæren om teselskabet i Boston"            | Kenny Park             | Becky Tinker      | 1. oktober 2019           |
| 15          | 6           | "The Need For Speed Caper" "Superbilaffæren"                              | Jos Humphrey           | Greg Ernstorm     | 1. oktober 2019           |
| 16          | 7           | "The Crackle Goes the Kiwi Caper" "Crackles kiwiaffære"                   | Jos Humphrey           | Steven Melching   | 1. oktober 2019           |
| 17          | 8           | "The Stockholm Syndrome Caper" "Stockholmsyndromaffæren"                  | Kenny Park & Mike West | Benjamin Townsend | 1. oktober 2019           |
| 18          | 9           | "The African Ice Caper" "Affæren om afrikanske diamanter"                 | Jos Humphrey           | Steven Melching   | 1. oktober 2019           |
| 19          | 10          | "The Deep Dive Caper" "Dybhavsaffæren"                                    | Kenny Park & Mike West | Duane Capizzi     | 1. oktober 2019           |

### Special (2020)
| Titel | Instruktør                                            | Manuskript af                                                                      | Oprindelig udgivelsesdato |
| --- | ----------------------------------------------------- | ---------------------------------------------------------------------------------- | ------------------------- |
| "Carmen Sandiego: To Steal or Not to Steal" Carmen Sandiego: At stjæle eller ikke stjæle" | Jos Humphrey; Co-instrueret af Kenny Park & Mike West | Historie af Duane Capizzi, May Chan; TV-manuskript af Greg Ernstorm & Becky Tinker | 10. marts 2020            |
| Dette er en interaktiv film. Da Carmen bryder ind i en V.I.L.E.-bygning i Shanghai, erfarer hun, at Zack og Ivy er blevet taget til fange af V.I.L.E., og at Kollegiet truer med at hjernevaske dem til at blive håndlangere, medmindre Carmen går ind på at stjæle for V.I.L.E.. Der er adskillige slutninger som kan finde sted. Når man finder de gode slutninger, afspilles temasangen fra 1990ernes game show Where in the World Is Carmen Sandiego?. |                                                       |                                                                                    |                           |

### Sæson 3 (2020)
| Nr. i serie | Nr i sæson | Titel                                                      | Instruktør   | Forfatter       | Oprindelig udgivelsesdato |
| ----------- | ---------- | ---------------------------------------------------------- | ------------ | --------------- | ------------------------- |
| 20          | 1          | "The Luchadora Tango Caper" "Luchadora-affæren"            | Jos Humphrey | Duane Capizzi   | 1. oktober 2020           |
| 21          | 2          | "The Day of the Dead Caper" "Affæren om de dødes dag"      | Mike West    | Sharon Flynn    | 1. oktober 2020           |
| 22          | 3          | "The Haunted Bayou Caper" "Affæren om den hjemsøgte bayou" | Jos Humphrey | Kathryn Lyn     | 1. oktober 2020           |
| 23          | 4          | "The Masks of Venice Caper" "Maskeaffæren i Venedig"       | Mike West    | Steven Melching | 1. oktober 2020           |
| 24          | 5          | "The Jolly Good Show Caper" "Den britiske affære"          | Jos Humphrey | Greg Ernstorm   | 1. oktober 2020           |

### Sæson 4 (2021)
| Nr. i serie | Nr i sæson | Titel                                                             | Instruktør   | Forfatter                                                                | Oprindelig udgivelsesdato |
| --- | ---------- | ----------------------------------------------------------------- | ------------ | ------------------------------------------------------------------------ | ------------------------- |
| 25 | 1          | "The Beijing Bullion Caper" "Guldaffæren i Beijing"               | Mike West    | Becky Tinker                                                             | 15. januar 2021           |
| 26 | 2          | "The Big Bad Ivy Caper" "Den store stygge Ivy-affære"             | Jos Humphrey | Kathryn Lyn                                                              | 15. januar 2021           |
| 27 | 3          | "The Robo Caper" "Robo-affæren"                                   | Mike West    | Carly Denure                                                             | 15. januar 2021           |
| 28 | 4          | "The Himalayan Rescue Caper" "Redningsaffæren i Himalayabjergene" | Jos Humphrey | Greg Ernstorm                                                            | 15. januar 2021           |
| 29 | 5          | "The V.I.L.E. History Caper" "Affæren om V.I.L.E.'s historie"     | Mike West    | Historie af: Greg Ernstorm & Kathryn Lyn TV-manuskript af: Greg Ernstorm | 15. januar 2021           |
| 30 | 6          | "The Egyptian Decryption Caper" "Affæren om den egyptiske kode"   | Jos Humphrey | Carly Denure, Nicole Belisle & Sharon Flynn                              | 15. januar 2021           |
| 31 | 7          | "The Viennese Waltz Caper" "Wienervalsaffæren"                    | Mike West    | Sharon Flynn & Duane Capizzi                                             | 15. januar 2021           |
| 32 | 8          | "The Dark Red Caper" "Den mørkerøde affære"                       | Jos Humphrey | Duane Capizzi                                                            | 15. januar 2021           |
| Underlægningsmusikken der afspilles ved ACME's anholdelse af VILE's kollegium på deres borg er temamusikken fra tv-serien Where on Earth is Carmen Sandiego? fra 1994. |            |                                                                   |              |                                                                          |                           |

## Produktion
I april 2017, blev det offentliggjort at en serie baseret på computerspillet Where in the World Is Carmen Sandiego? fra 1980'erne, og at Gina Rodriguez skulle lægge stemme til Carmen Sandiego. Seriens udgivelsesdato blev annonceret i reklamevideoen den 4. juni 2019